# 蘭德爾低紋鮨
蘭德爾低紋鮨，為輻鰭魚綱鱸形目鱸亞目鮨科的其中一種，分布於西大西洋區，包括西印度群島、中美洲海域，棲息深度3-23公尺，體長可達8.1公分，為底棲性魚類，屬肉食性。